# Лёгкий бомбардировщик
Лёгкий бомбардировщик — относительно небольшой и быстрый бомбардировщик, который применялся в основном до 1950-х годов. Подобные самолёты, как правило, не были предназначены для больее чем одной тонны боеприпасов.
Самые ранние легкие бомбардировщики предназначались для сброса бомб в горизонтальном полете над целью. В Первую мировую войну некоторые ВВС начали отличать легкие бомбардировщики от самых ранних специально создаваемых штурмовиков, которые выполняли атаку наземных целей, осуществляли поддержку наземных сил с воздуха, выполняли противокорабельные и другие миссии. После первой мировой войны, штурмовики обычно определялись по их способности нести, кроме бомб, несколько стационарных пулеметов, автоматических пушек и ракет. Легкие бомбардировщики чаще всего использовались как штурмовики и наоборот.
После Второй мировой войны прекратилось создание специализированных лёгких бомбардировщиков, в связи с достижениями в авиационных двигателях, по мере появления новейших штурмовиков, истребителей-бомбардировщиков и многоцелевых самолётов. Все они оказались теперь способны нести такую же или даже большую бомбовую нагрузку при возросших дальности полета, оборонительных возможностях и других параметрах. Современные самолёты, включая легкие штурмовики, ударные истребители и контрпартизанские самолёты, выполняют в том числе задачи, приданные ранее лёгким бомбардировщикам.

## История

### До 1914
Первыми самолётами специально разработанными для бомбардировочных миссий были итальянский Caproni Ca 30 и британский Bristol T.B.8, построенные в 1913. T.B.8 был одномоторным бипланом построенным Bristol Aeroplane Company. Он оснащался призматическим бомбовым прицелом в передней части кокпита и цилиндрическим бомбодержателем в нижней передней части фюзеляжа способным нести 12 бомб по 10 фунтов (4,5 кг), которые могли быть сброшены по отдельности или все вместе. T.B.8 закупался как Королевской военно-морской воздушной службой так и Королевским летным корпусом.

### Первая мировая война
3-я эскадрилья Королевской военно-морской воздушной службы, эксплуатировавшая бомбардировщики T.B.3, осуществила первую бомбардировку в Первой мировой войне: 25 ноября 1914, под командованием Чарльза Рамни Самсона, эскадрилья атаковала береговые орудия вооруженных сил Германской империи у Мидделкерке в Бельгии.
Большинство бомбардировщиков используемых на полях Первой мировой войны фактически были лёгкими бомбардировщиками: обычно одномоторные бипланы с бомбовой нагрузкой 50—400 кг. Двумя из самых известных были Airco DH.4 разработанный Джеффри де Хэвиллендом и Breguet 14 разработанный Луи Бреге. Похожие модели также часто служили как разведывательные самолёты; в том числе Albatros C.III, Avro 504, DFW C.V (см. DFW), LVG C.II (см. LVG), Royal Aircraft Factory R.E.8, Rumpler C.I и Voisin III.
B.E.2 даже был модифицирован в первый ночной истребитель, в попытках сбивать германские «цеппелины».

### 1918—1939
В начале 1930-х многие ВВС стремились заменить свои старые бипланы (например Hawker Hart Королевских ВВС и Р-5  ВВС СССР) на более современные и высокопроизводительные монопланы. Специализированные легкие бомбардировщики конструктивно были одно или двухмоторными самолётами с бомбовой нагрузкой примерно 500—1000 кг.
Типичные одномоторные легкие бомбардировщики того времени: Fairey Battle, Kawasaki Ki-32 (позже известный по прозвищу данным Союзниками как «Mary»), Mitsubishi Ki-30 («Ann»), Mitsubishi Ki-51 («Sonia»), PZL.23 Karaś и Су-2. Типичные двухмоторные легкие бомбардировщики того времени: Bristol Blenheim, Douglas B-23 Dragon, Kawasaki Ki-48 («Lily»), Martin Maryland (также известный как A-22), Lockheed Hudson, АНТ-40, и Mitsubishi G3M («Nell»). Несмотря на то что Mitsubishi G3M был классифицирован Императорским флотом Японии как средний бомбардировщик, он являлся дневным бомбардировщиком наземного базирования с бомбовой нагрузкой всего 800 кг  а также выполнял второстепенную роль торпедоносца. Многие из этих самолётов также использовались в других, ненаступательных операциях, таких как разведывательные миссии и береговая охрана.
Также в 1930-х появился подтип лёгкого бомбардировщика — скоростной бомбардировщик — для которого скорость была средством самообороны; даже бомбовая нагрузка была минимизирована для достижения этой цели. Ранними экземплярами были Bristol Blenheim и Dornier Do 17 (оба введены в эксплуатацию в 1937). Слабостью в концепции дизайна скоростного бомбардировщика было то, что улучшения в скорости бомбардировщиков были, в большинстве случаев, быстро сведены к нулю с появлением новых истребителей .

### Вторая мировая война
На ранних этапах Второй мировой войны, вышеупомянутые конструкции конца 1930-х часто принимали немалое участие. В некоторых случаях, они стали основой для более новых, быстрых легких бомбардировщиков, таких как Martin Baltimore, а также для средних бомбардировщиков с более мощными двигателями и большей полезной нагрузкой.
Двухмоторные легкие бомбардировщики во Второй мировой войне, оказались успешны после того как были переделаны в оснащенные авиационной РЛС ночные истребители; например Bristol Blenheim, Douglas A-20 Havoc (известный как P-70), и Dornier Do 17. Лёгкие бомбардировщики отбирались как основа для ночных истребителей того времени потому, что ранние бортовые РЛС использующиеся для поиска и отслеживания целей в темноте, были громоздкими и требовали специально обученного члена экипажа; большинство небольших дневных истребителей того времени не были рассчитаны на дополнительные вес и персонал. И наоборот, советский Пе-3, который был специально разработан как ночной истребитель, часто использовался в роли лёгкого бомбардировщика.
Многие самолёты которые изначально были спроектированы как истребители или другие специальные бомбардировщики, но по размерам, эксплуатационным характеристикам и полезной нагрузке соответствовали требованиям необходимым для роли лёгкого бомбардировщика, также могли быть адаптированы для выполнения других миссий во время войны. Большинство пикирующих бомбардировщиков, таких как известный Junkers Ju 87 и Vultee A-31 Vengeance были по определению лёгкими бомбардировщиками, так как эти самолёты обычно имели бомбовую нагрузку до тонны. Точно так же, многие торпедоносцы были лёгкими бомбардировщиками соответствуя им по размерам и боевой нагрузке и то что они использовались также и для бомбометания с горизонтального полета было для торпедоносцев обычным делом. Bristol Beaufort, Nakajima B5N и Grumman TBF Avenger, которые были разработаны как торпедоносцы, рассматривались исключительно в роли лёгких бомбардировщиков. Модели разработанные до войны как тяжелые истребители также часто адаптировались для роли лёгкого бомбардировщика, например Messerschmitt Bf.110, Potez 633, Fokker G.1, Kawasaki Ki-45 Toryu, Bristol Beaufighter, и Lockheed P-38 Lightning.
Лёгкие штурмовики такие как Breda Ba.65, Ил-2, Northrop A-17, и Vultee V-11 изначально мало отличались в вооружении и выполняемой роли от лёгких бомбардировщиков. По ходу войны, специально сконструированные модели штурмовиков, вооруженные автоматическими пушками, тяжелыми пулемётами и недавно разработанными ракетами, все больше фокусировались на обстрелах наземных целей с бреющего полета; A-20 Havoc и B-25 Mitchell (классифицировались как средние бомбардировщики) имели варианты исполнения с 8 и более носовыми пулеметами для наземных обстрелов. Поздние варианты пикирующего бомбардировщика Ju 87, вооруженные 37-мм пушкой, были адаптированы для роли штурмовика против танков, а  Curtiss SB2C Helldiver вооруженный пушками, бомбами и ракетами, использовался для штурмовых вылазок.
Лёгкий бомбардировщик, как отдельный тип самолёта, начал вытесняться с началом войны. Увеличение, во время войны, мощности двигателей с 1000 до 2000 л. с. привело к производству одномоторных истребителей с большими производительностью, наступательной и оборонительной возможностями чем теми, которые были у лёгкого бомбардировщика всего несколько лет назад. Это дало начало к производству истребителей-бомбардировщиков, таких как Фокке-Вульф Fw.190 моделей F и G, Hawker Typhoon и P-47 Thunderbolt. Многоцелевые двухмоторные самолёты способные перевозить более 2000 фунтов бомбовой нагрузки такие как P-38 Lightning, Junkers Ju 88 и De Havilland Mosquito в течение войны также вытеснили лёгкие бомбардировщики разработанные в начале 1930х. Одним из последних лёгких бомбардировщиков, введенных в эксплуатацию во время войны, был американский A-26 Invader, заменивший A-20 Havoc, а также в ВВС Армии США был назначен как замена для среднего бомбардировщика B-26 Marauder (который имел схожие с Invader двигатели и бомбовую нагрузку).

### После Второй мировой войны
Существенное увеличение производительности, несущей способности, и универсальность новых боевых самолётов (включая реактивные самолёты) в конце Второй мировой войны, дало сигнал об окончании эры лёгких бомбардировщиков. Штурмовики, ударные истребители, контрпартизанские самолёты и боевые БЛА сегодня выполняют ту же роль, которую раньше выполняли лёгкие бомбардировщики, только более высокотехнологично.